# Csincse-patak
Csincse är ett vattendrag i Ungern.   Det ligger i provinsen Borsod-Abaúj-Zemplén, i den centrala delen av landet, 130 km öster om huvudstaden Budapest.